# Pontedera
Pontedera é uma comuna italiana da região da Toscana, província de Pisa, com cerca de 26.012 habitantes. Estende-se por uma área de 45 km², tendo uma densidade populacional de 578 hab/km². Faz fronteira com Calcinaia, Capannoli, Cascina, Lari, Montopoli in Val d'Arno, Palaia, Ponsacco, Santa Maria a Monte.

## Demografia
| Variação demográfica do município entre 1861 e 2011                               |
|                                                                                   |
| Fonte: Istituto Nazionale di Statistica (ISTAT) - Elaboração gráfica da Wikipedia |